# Frost (cráter)

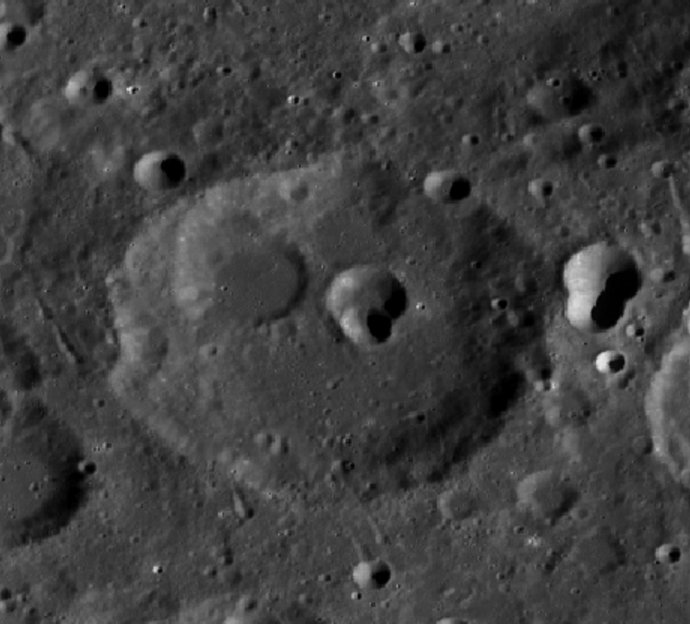
Cráter Frost. Fotografía de la misión
Lunar Reconnaissance Orbiter

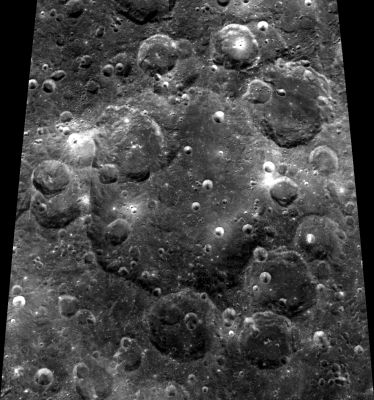
Cráter Landau, con Frost debajo.

Frost es un cráter de impacto que se halla al borde sur de la llanura amurallada del cráter Landau, y se encuentra en la cara oculta de la Luna. Justo al este se aparece Petropavlovskiy, y al noreste en el contorno de Landau se localiza Razumov. El cráter Douglass cráter se encuentra a menos de un diámetro de distancia hacia el oeste-suroeste.
|  |

El borde exterior de Frost aparece erosionado, aunque está marcado únicamente por un pequeño cráter en el lado noreste. La pared interior es más ancha a lo largo del lado norte, donde ha sido reforzada por el antiguo borde de Landau. La parte norte del suelo interior está ocupado por dos cráteres más pequeños, con el mayor de los dos situado junto a la pared interior del noroeste. La parte sur de la planta es relativamente llana y sin rasgos distintivos.

## Cráteres satélite
Por convención estos elementos son identificados en los mapas lunares poniendo la letra en el lado del punto medio del cráter que está más cerca de Frosts.
|       | \| Frost \| Coordenadas \| Diámetro \| \| ----- \| ------------------------------- \| -------- \| \| N \| 35°00′N 119°12′O / 35.0, -119.2 \| 43 km \| |          |
| Frost | Coordenadas | Diámetro |
| N     | 35°00′N 119°12′O / 35.0, -119.2 | 43 km    |